# Takashi Kondo (futbolista)
Takashi Kondo (近藤 貴司 Kondo Takashi?, nacido el 26 de abril de 1992 en Tokio) es un futbolista japonés que se desempeña como centrocampista.

## Trayectoria

### Clubes
| Club     | País  | Año    |
| -------- | ----- | ------ |
| Ehime FC | Japón | 2015 - |

## Estadística de carrera

### J. League
| Club     | Año   | J. League | J. League | Copa J. League | Copa J. League | Total | Total |
| Club     | Año   | Part.     | Goles     | Part.          | Goles          | Part. | Goles |
| -------- | ----- | --------- | --------- | -------------- | -------------- | ----- | ----- |
| Ehime FC | 2015  | 34        | 6         | -              | -              | 34    | 6     |
| Ehime FC | 2016  | 29        | 1         | -              | -              | 29    | 1     |
| Ehime FC | 2017  | 40        | 6         | -              | -              | 40    | 6     |
| Total    | Total | 103       | 13        | 0              | 0              | 103   | 13    |